# قلعه گردن مرکک
قلعه گردن مرکک در شهرستان مهدیشهر، دهستان پشتکوه، روستای پرور، غرب ییلاق مرکک واقع شده و این اثر در تاریخ ۲ مرداد ۱۳۸۷ با شمارهٔ ثبت ۲۳۰۸۷ به‌عنوان یکی از آثار ملی ایران به ثبت رسیده است.